# Корјакски
Вулкан Корјакски (рус. Коря́кская со́пка) је вулкан на полуострву Камчатки, у Русији. Налази се у близини административног центра Камчатског краја, Петропавловска Камчатског. Као и сусједни вулкан Авачински, и овај вулкан је предмет проучавања због своје историје ерупција и близине насељеним подручјима.

## Геолошка историја
Вулкан Корјакски лежи у ватреном појасу Пацифика, у подручју гдје се пацифичка тектонска плоча субдукује испод евроазијске, брзином од око 80 милиметара годишње, што је узрок активних вулкана широм полуострва.
Овај вулкан је највјероватније активан посљедњих неколико десетина хиљада година. Геолошки налази упућују да су се у посљедњих 10.000 година десиле три велике ерупције, 5500. п. н. е., 1950. п. н. е. и 1550. п. н. е. Ове ерупције су, судећи по геолошким налазима, излиле обилне количине лаве.

## Активности новијег датума
Корјакски је у новијем добу први пут еруптирао 1890. године, што се манифестовало изливањем лаве из отвора на југозападном боку вулкана и ултравулканским експлозијама.
Још једна, релативно експлозивна, ерупција се десила 1926. године, након чега је вулкан био успаван до 1956. Те 1956. године нова ерупција је била експлозивнија него претходно познате, са индексом вулканске експлозије 3, и створили су се пирокластични токови и лахари. Ерупција је трајала до јуна 1957. године.
Од тада није било ерупција овог вулкана, али повремени блажи земљотреси и дим који излази из вулкана упућују да је вулкан још увијек активан.